# Académie japonaise des arts
 (septembre 2016).
Si vous disposez d'ouvrages ou d'articles de référence ou si vous connaissez des sites web de qualité traitant du thème abordé ici, merci de compléter l'article en donnant les références utiles à sa vérifiabilité et en les liant à la section « Notes et références ».

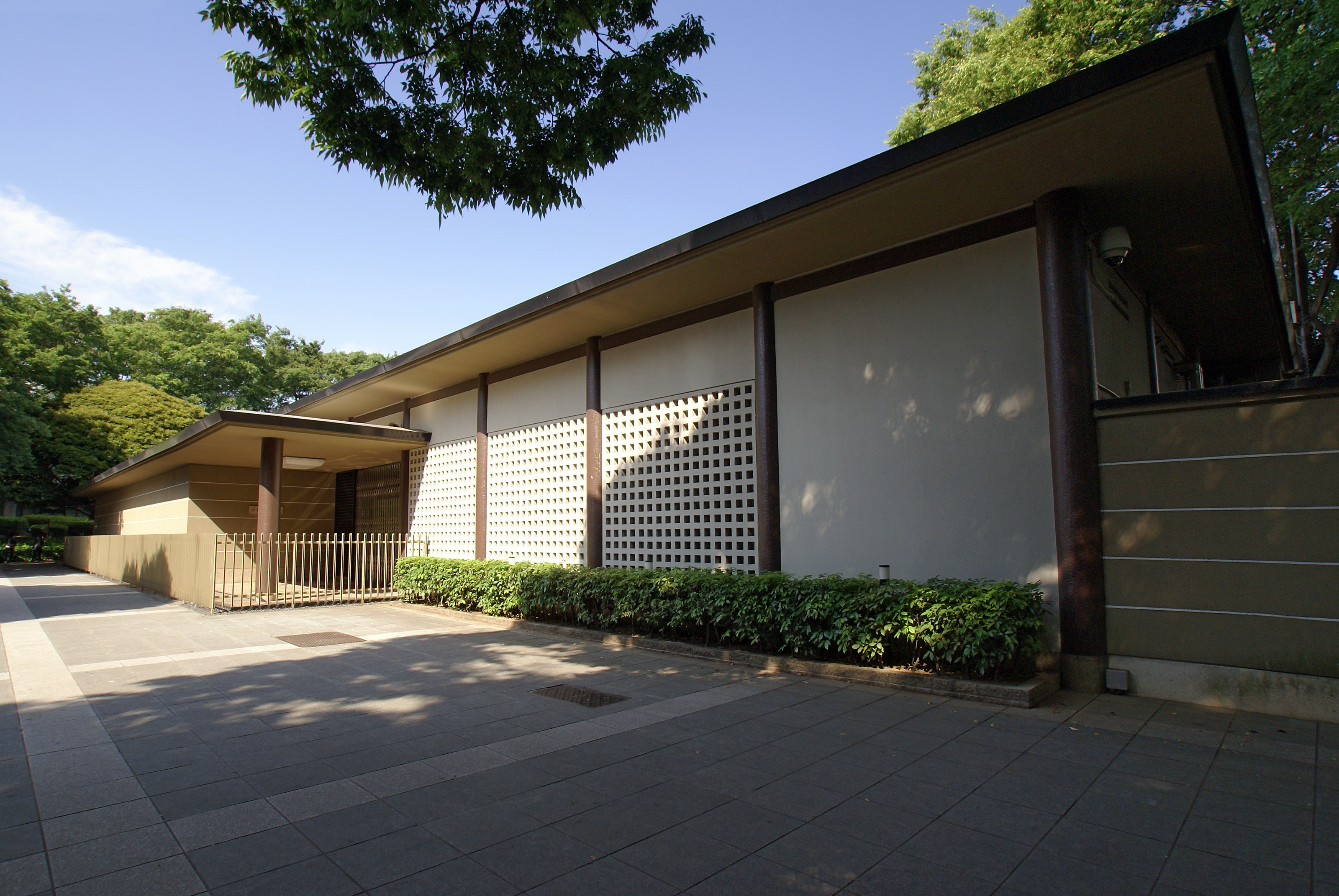
L'Académie japonaise des arts

L'Académie japonaise des arts (日本芸術院, Nihon Geijutsu-in) est l'instance artistique de rang le plus élevé au Japon. L'Académie traite des questions relatives aux arts, conseille le ministère de l'éducation sur les questions relatives aux arts et soutient l'art sous toutes ses formes (beaux-arts, musique, littérature, danse et art dramatique) par le biais de son prix annuel, le prix de l'Académie japonaise des arts auquel est rattaché le (Nitten), principale exposition artistique au Japon. En tant que personne morale, son statut est celui d'une organisation spéciale indépendante sous l'égide de l'Agence pour les affaires culturelles. Son siège se trouve dans le parc d'Ueno à Tokyo.
L'Académie japonaise des arts ne doit pas être confondue avec l'Institut japonais des arts, qui est une organisation complètement différente consacrée exclusivement à la peinture nihonga.

## Histoire
L'Académie japonaise des arts est fondée en 1907 sous l'intitulé Comité de consultation des beaux-Arts (Bijutsu Shinsa Inkai) du ministère de l'éducation. Elle a pour but de fournir des normes de qualité et un lieu d'expositions d'art dans l'ère Meiji du Japon. La première exposition, ou Bunten, se tient en 1907. Elle est renommée Académie impériale des beaux-Arts (Teikoku Bijutsu-in) en 1911, et dirigée par Mori Ōgai. L'exposition Bunten est rebaptisée en conséquence Teiten.
Après une période où elle est devenue inactive, elle est réorganisée en Académie impériale des arts (Teikoku Geijutsuin) en 1937. En 1947, après la Seconde Guerre mondiale, l'Académie impériale des arts devient l'Académie japonaise des arts, et son exposition annuelle est renommée en conséquence exposition japonaise des arts (日本美術展覧会, nihon bijutsu tenrankai), abrégé en Nitten (日展).
En 1958, une nouvelle réorganisation change le nom de l'Académie japonaise des beaux-arts qui devient une organisation à but non lucratif uniquement académique et consultative, et l'organisation de l'exposition annuelle Nitten est gérée par une société distincte privée, la Société Nitten.

## Appartenance
L'Académie japonaise des arts est sous l'autorité du ministère de l'éducation. Elle se compose d'un maximum de 120 membres, nommés à vie
Les membres sont répartis entre les catégories suivantes :
A.	Beaux-Arts
1. Nihonga
2. Yō-ga
3. Sculpture
4. Artisanats
5. Calligraphie
6. Architecture

B. Culture
1. Romans, littérature
2. Poésie
3. Essais, traduction

C. Musique et art dramatique
1. Musique occidentale
2. Musique traditionnelle
3. Théâtre
4. Danse

## Présidents de l'Académie
| -                                 | Nom                               | Kanji                             | Dates                             |
| Académie impériale des beaux-arts | Académie impériale des beaux-arts | Académie impériale des beaux-arts | Académie impériale des beaux-arts |
| --------------------------------- | --------------------------------- | --------------------------------- | --------------------------------- |
| 1                                 | Mori Ōgai                         | 森鴎外                            | 1919 - 1922                       |
| 2                                 | Kuroda Seiki                      | 黒田清輝                          | 1922 - 1924                       |
| 3                                 | Fukuhara Ryōjirō                  | 福原鐐二郎                        | 1924 - 1931                       |
| 4                                 | Masaki Naohiko                    | 正木直彦                          | 1931 - 1935                       |
| 5                                 | Shimizu Tōri                      | 清水澄                            | 1935 - 1937                       |
| Académie impériale des arts       |                                   |                                   |                                   |
|                                   | Shimizu Tōri                      | 清水澄                            | 1937 - 1947                       |
| Académie des arts                 |                                   |                                   |                                   |
| 1                                 | Takahashi Seiichirō               | 高橋誠一郎                        | 1948 - 1979                       |
| 2                                 | Arimitsu Jirō                     | 有光次郎                          | 1979 - 1990                       |
| 3                                 | Inumaru Tadashi                   | 犬丸直                            | 1990 - 2004                       |
| 4                                 | Miura Shumon                      | 三浦朱門                          | 2004 - 2014                       |
| 5                                 | Kuroi Senji                       | 黒井 千次                         | 2014 -                            |

## Prix de l'Académie
L'Académie décerne également deux prix différents :
- Le Prix de l'Académie japonaise des arts (日本芸術院賞, Nihon Geijutsuin-shō)
- Le Onshi-shō (恩賜賞)

## Nitten
L' exposition japonaise des beaux-arts (日展, Nitten (Nihon bijutsu tenrankai)) prétend être la plus grande exposition d'art combinée de son genre dans le monde, attirant un grand nombre d'amateurs et de critiques d'art. L'exposition se compose cinq catégories : le nihonga et la peinture de style occidental, la sculpture, l'artisanat et la calligraphie. Lors de chaque exposition, les œuvres des grands maîtres sont présentées aux côtés d'œuvres d'artistes nouveaux mais talentueux.